# Gökhan Meral
Gökhan Meral (* 26. Juni 1991 in Aşkale) ist ein türkischer Fußballspieler.

## Spielerkarriere
Meral begann mit dem Vereinsfußball in der Nachwuchsabteilung von Kocaeli Büyükşehir Belediyesi Kağıt SK und durchlief anschließend die Jugendmannschaften von Kocaelispor. 2009 wurde er hier in den Profikader aufgenommen.
Begünstigt durch den Umstand, dass der Verein hochverschuldet nahezu alle seine Spieler abgeben musste, wurden die Abgänge durch Spieler der Nachwuchs- und Reservemannschaften ergänzt. So eroberte sich auch Meral einen Stammplatz.
Nach zwei Jahren wurde er an Körfez FK abgegeben, jenem Verein der ursprünglich der Nachfolgeverein von Kocaelispor werden sollte.
Nachdem Meral bis zum Sommer 2014 für Körfez FK aktiv gewesen war, wechselte er zum Zweitligisten Orduspor.
Für die Saison 2014/15 wurde er an seinen früheren Verein ausgeliehen, der sich in der Zwischenzeit in Kocaeli Birlikspor umbenannt hatte.
Für Orduspor spielte er bis zum Januar 2016 und zog dann zum Drittligisten Tokatspor weiter. Im Sommer 2016 kehrte er ein weiteres Mal zu Kocaeli Birlikspor zurück.
Im Sommer 2017 wurde er vom Zweitligisten Adanaspor verpflichtet.